# Göta Ljungberg
Göta Albertina Ljungberg, född 4 oktober 1893 i Sundsvall, död 28 juni 1955 i Lidingö, var en svensk operasångerska (sopran).

## Biografi
Ljungberg studerade för halsläkaren Gillis Bratt, Sara Cahier och 1912–1913 vid Musikkonservatoriet i Stockholm. Hon debuterade vid Kungliga Teatern 1917 som Gutrune i Ragnarök, där hon även gjorde Santuzza i På Sicilien och Elisabeth i Tannhäuser samma år samt Elsa i Lohengrin 1918.. Hon var anställd där 1918–1926. Ljungberg gjorde Kersti i Rangströms Kronbruden vid den svenska premiären 1922.
Under 1920-talet var hon en stor stjärna i Berlin med fast engagemang 1926–1932 vid Staatsoper Berlin. Hon sjöng även med stor framgång på Royal Opera House i London och var fast anställd på Metropolitan 1932–1935. Hon gjorde många roller som inte helt passade hennes röst, vilket ledde till en tidig deklinering. Till hennes förnämsta roller tillhörde Salome, Tosca och Judith.
Hon gjorde en mängd inspelningar för brittiska och tyska Husbondens röst och finns även bevarad i några radioutsändningar från Metropolitan.
Efter tio års tystnad återkom hon som konsertsångare i New York 1950 och var från 1945 lärare vid New York College of Music.
Ljungberg var gift med regissören Harry Stangenberg 1922–1929. Vid sin död var hon gift med ingenjören Edwin Wedge. Göta Ljungberg är begravd på Yttergrans kyrkogård.

## Rollfoton

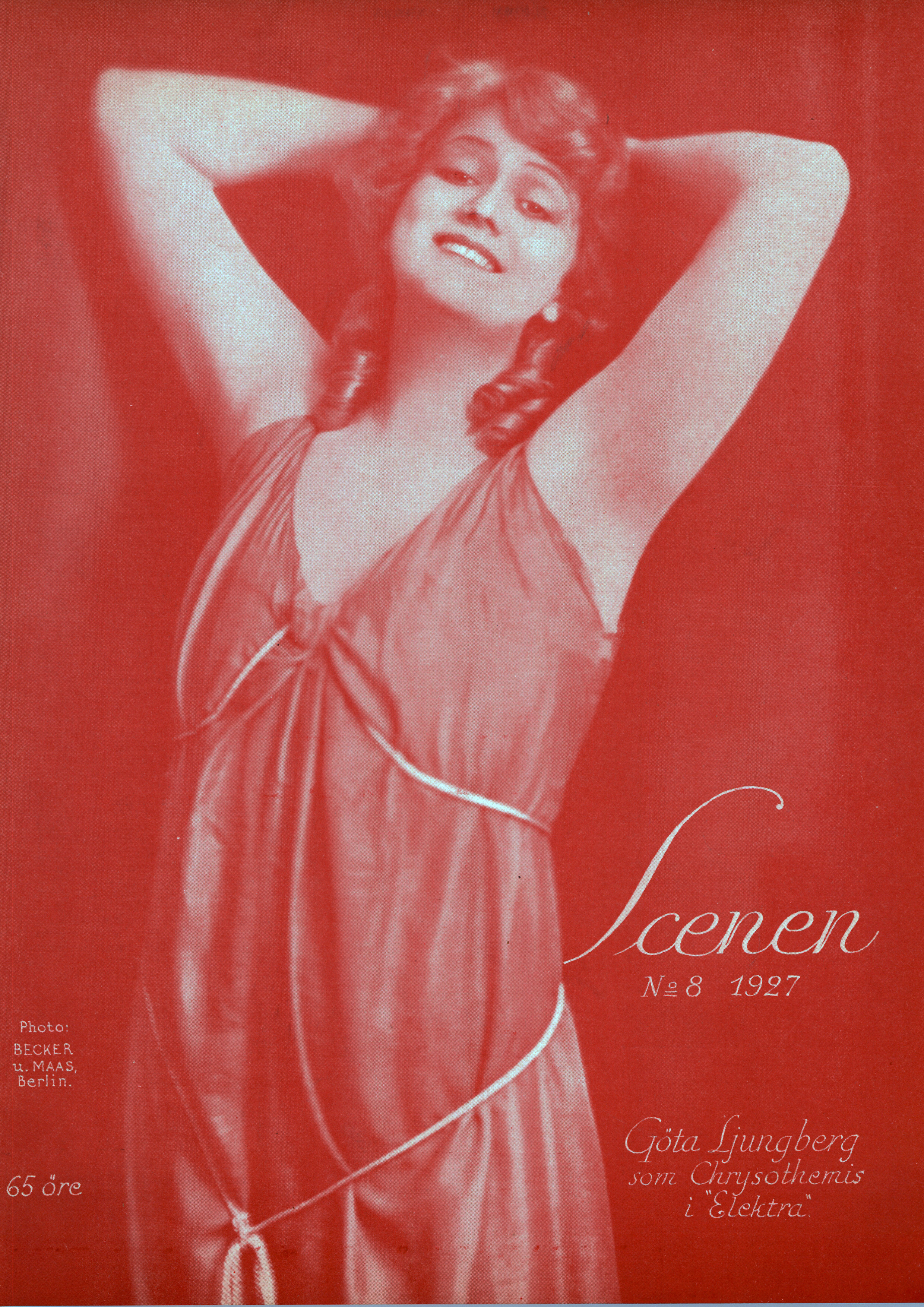
Som Chrysothemis i Elektra på Staatsoper, Berlin. (Omslag till Scenen 1927).

## Diskografi
- Göta Ljungberg sings Verdi, Puccini, Mascagni, Franck, Gounod, Wagner.. Pearl GEMM CD 9257. 1997. Inspelat 1926–1931.
- Four famous sopranos of the past. CD. Preiser 89959. 1998. – Innehåll:  1. Ah! Du wolltest mich nicht deinen Mund küssen lassen ur Salome (Richard Strauss); 2. Als euer Sohn einst fortzog (Ur: På Sicilien) (Mascagni); 3. Nun der Schönheit weiht’ ich mein Leben (Ur: Tosca) (Puccini) 4. Eines Tages seh’n wir (Ur: Madama Butterfly) (Puccini).